# Park Min-soo
Dans ce nom coréen, le nom de famille, Park, précède le nom personnel.
Park Min-soo (en coréen : 박 민수; né le 21 novembre 1994 à Séoul) est un gymnaste artistique sud-coréen.
Il se qualifie pour les Jeux olympiques de 2016 à Rio.
Il est médaillé d'argent par équipes aux Jeux asiatiques de 2014 et médaillé de bronze par équipes aux Jeux asiatiques de 2018?